# آیوری‌تون (کنتیکت)
آیوری‌تون (به انگلیسی: Ivoryton) یک منطقهٔ مسکونی در ایالات متحده آمریکا است که در شهرستان میدلسکس، کنتیکت واقع شده‌است.